# Défibrillation
Pour les articles homonymes, voir CEE.

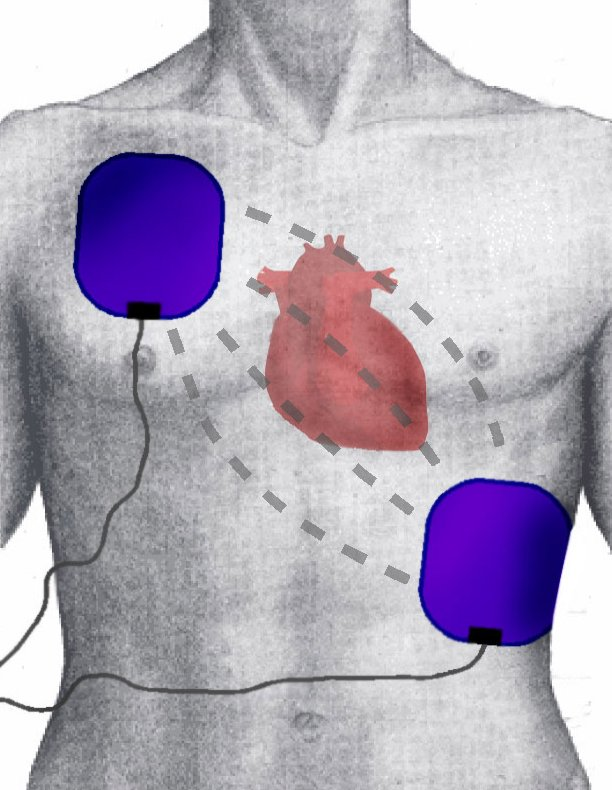
Placement des électrodes et passage du courant électrique intrathoracique.

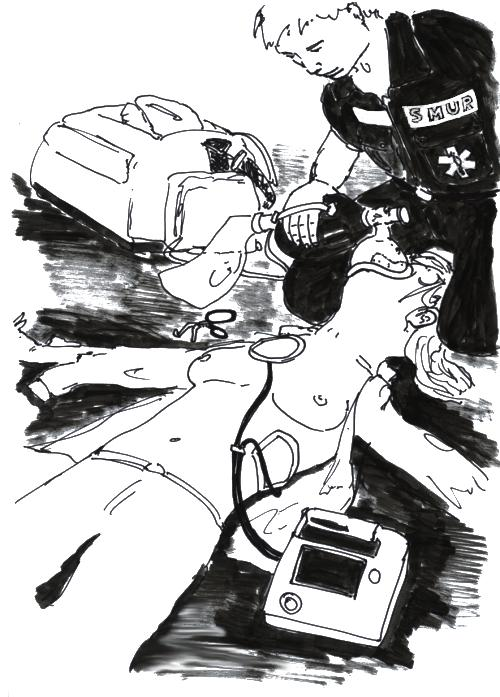
Secouriste utilisant un défibrillateur automatique externe.

La défibrillation, appelée aussi choc électrique externe est le geste médical consistant à faire passer volontairement et de manière brève un courant électrique dans le cœur lorsque celui-ci présente certains troubles du rythme appelés fibrillation, et destiné à rétablir un rythme cardiaque normal (sinusal).
Par extension, on parle parfois de défibrillation chimique ou pharmacologique ou de cardioversion chimique ou pharmacologique lorsque la correction de la fibrillation (en l'occurrence, auriculaire) est effectuée par l'administration de médicaments.

## Historique

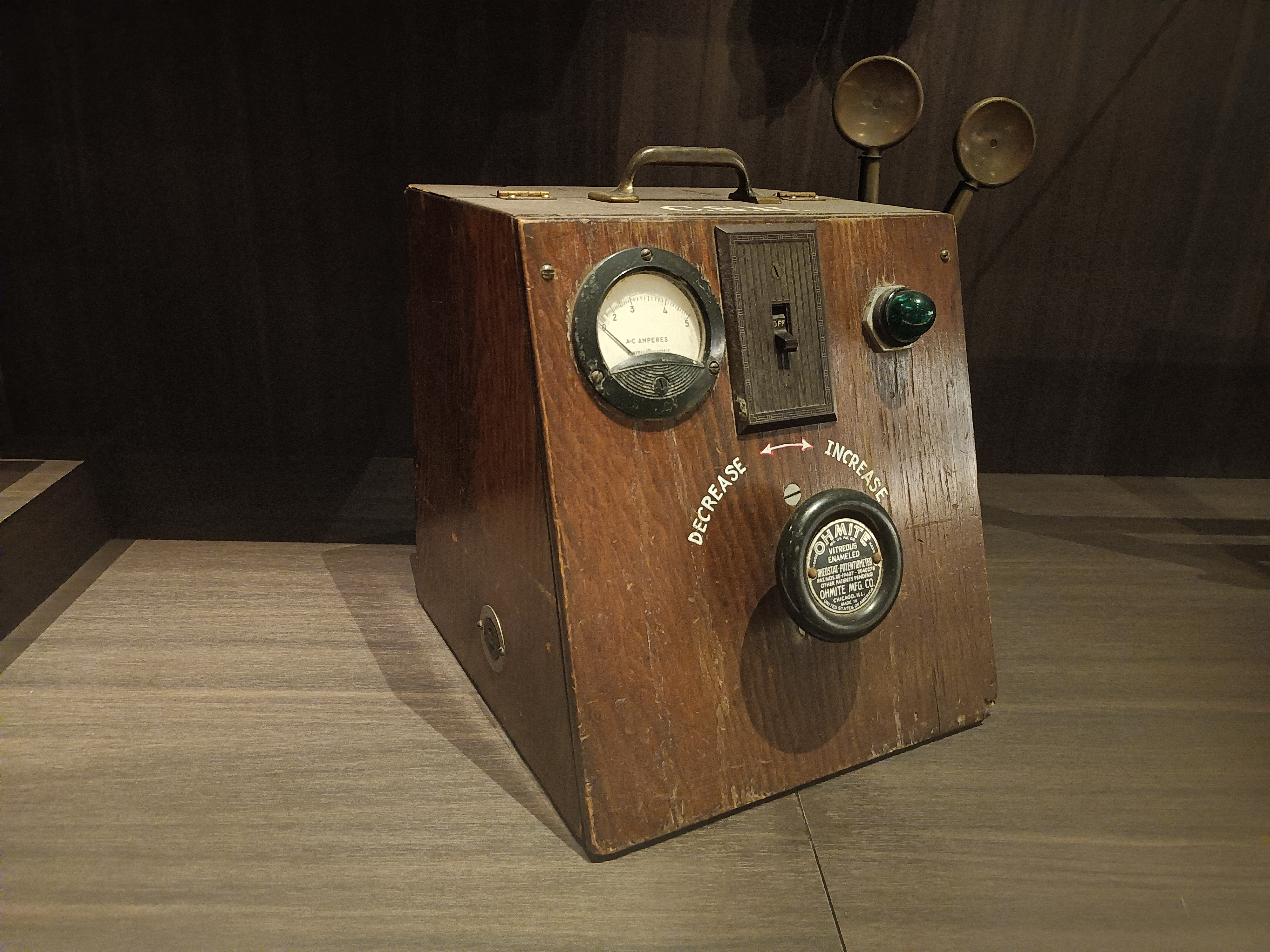
Prototype de défibrillateur de Claude S. Beck 1947

Autrefois les techniques de réanimation étaient sommaires : jet d'eau glacée sur le visage, eau-de-vie avec esprit de sel d'ammoniac soufflé dans les narines ou imbibé dans des papiers roulés et mis dans les fosses nasales, fer rouge sur le thorax, flagellation des plantes de pied, etc.
En 1788, Charles Kite (en) publie un essai sur l'utilisation de l'électricité comme moyen potentiel de diagnostiquer et ressusciter des personnes en mort apparente, sans que l'on ait naturellement notion du mode de fonctionnement. En 1803 devant le Royal College of Surgeons (en), Giovanni Aldini applique le galvanisme sur des cadavres de criminels récemment pendus en leur appliquant des chocs électriques externes pour tenter de découvrir le secret de la vie. Le trouble rythmique (appelé par la suite fibrillation ventriculaire) responsable de la mort subite est suspecté en 1849 par Ludwig et Hoffa à partir d'expériences de chocs électriques sur des chiens ou chats. Le terme fibrillation est créé par le français Alfred Vulpian en 1874.
En 1899, les physiologistes genevois Prévost et Battelli découvrent par des expériences sur des chiens que l'on peut induire une fibrillation ventriculaire par des décharges électriques et qu'on peut arrêter cette dernière de même.
Carl Wiggers (en) teste un premier système sur l'animal à la fin des années 1940.
Dans les années 1940, les deux grandes compagnies d'électricité américaines allouent de grands budgets de recherche pour réduire la mortalité de leurs employés victimes d'électrisation. Claude Beck (en) fait la première défibrillation par courant alternatif avec succès au cours d'une intervention sur le cœur en 1947 (électrode directement placée sur le cœur). Naum Gurvich (en) prouve en 1939 que l'utilisation d'un courant continu est plus efficace et moins dangereuse. Cette technique sera largement utilisée par la suite en URSS mais seulement quelques décennies plus tard dans les pays occidentaux. Il teste également le choc biphasique pour la première fois. Il conçoit ainsi le premier défibrillateur externe à partir de 1952.
En 1956, Paul Zoll (en) applique les électrodes en courant alternatif non plus sur le cœur mais sur la peau grâce à un défibrillateur plus puissant.
En 1959, Bernard Lown effectue le premier choc électrique permettant la réduction d'une fibrillation auriculaire. C'est lui qui introduira en Occident la technique de la défibrillation par courant continu, utilisée de nos jours.
En 1960 est construit à Paris le premier stimulateur cardiaque externe couplé à un défibrillateur. À la même époque, Bernard Lown est le premier à utiliser la défibrillation pour traiter une tachycardie ventriculaire (et non plus une fibrillation ventriculaire).
En 1966 est construit un système transportable pouvant être mis en place dans une ambulance et utilisé en dehors de l'hôpital. Les premiers modèles faisaient près de 70 kg, mais passant très vite sous la barre des 5 kg avec les progrès de la miniaturisation.
Les premiers défibrillateurs semi-automatiques apparaissent dans les années 1980.

## Défibrillation d'un patient
Les défibrillateurs automatisés et semi-automatisés sont très faciles à utiliser, parce qu'ils émettent des instructions vocales qui indiquent la marche à suivre.
Les dispositifs de cardioversion électrique des hôpitaux sont gérés par des professionnels qui connaissent leur utilisation.

## Matériel
L'appareil délivrant le choc électrique s'appelle un défibrillateur. Il fonctionne en règle générale sur batteries afin d'être mobile. Il est constitué au minimum :
- d'un bloc électrique permettant de délivrer un courant électrique calibré en durée, en forme et en intensité,
- d'un moyen de transmission de l'influx électrique vers le patient, soit deux palettes conductrices reliées au bloc électrique par un câble, soit deux électrodes larges et plates, recouvertes d'un gel conducteur, que l'on colle sur le patient. La position des électrodes est soit antéro-postérieure (une électrode, devant, au niveau du sternum, l'autre étant collée dans le dos) ou antéro-latérale (la première électrode étant devant, un peu à droite du sternum, la seconde, sur le côté gauche du thorax). Il semble que le premier positionnement soit légèrement plus efficace pour obtenir la défibrillation[14].

Suivant sa génération et son usage, il peut être :
- simple,
- associé à un scope permettant de visualiser l'électrocardiogramme du patient,
- associé avec un stimulateur cardiaque externe : délivrance de faibles impulsions électriques (niveau réglable) à une fréquence correspondant au rythme cardiaque souhaité en cas de cœur trop lent (bradycardie),
- semi-automatique, analysant le tracé électrique du patient et autorisant selon les cas la cardioversion ou non. L'automaticité est en règle générale débrayable pour une utilisation en dehors de l'arrêt cardiorespiratoire.
- automatique, analysant le tracé et délivrant si besoin le choc, dont l'usage est essentiellement tourné vers le grand public.

Les commandes disponibles sont :
- le bouton marche-arrêt,
- le choix de l'énergie du choc, exprimée en joules : suivant l'appareil et l'usage on peut aller de 40 à 375 joules,
- la mise en charge des palettes,
- la commande de délivrance du choc,
- l'établissement d'une synchronisation sur l'ECG du patient (pour le traitement de la fibrillation auriculaire).

La forme de l'énergie délivrée est monophasique dans les défibrillateurs de première génération et biphasique (inversion de polarité pendant la durée du choc) dans ceux actuels. L'avantage de ces derniers est de nécessiter moins d'énergie pour obtenir une défibrillation (moins de risque de brûlures de la peau et moins de risque théorique sur le cœur).
À part, le défibrillateur implantable qui, comme son nom l'indique, est implanté sur le patient comme un stimulateur cardiaque : il détecte et administre automatiquement un choc électrique en cas de survenue d'un trouble du rythme ventriculaire grave.
L'appareil servant pour les chocs électriques en psychiatrie (sismothérapie) est entièrement différent dans sa conception et dans les courants engendrés.

## Phénomène de fibrillation
Le cœur est une pompe, composée d'un organe creux muni de valves, et d'un muscle (le myocarde) qui l'actionne.
Pour que le sang circule efficacement dans le corps, il faut que toutes les parties du myocarde se contractent ensemble.
Pour cela, les fibres musculaires sont commandées par une impulsion électrique.
Ce sont ces impulsions électriques qui sont recueillies au cours d'un électrocardiogramme (ECG).
Dans certains cas, les impulsions électriques émises ne sont pas synchronisées mais anarchiques ; dans ce cas-là, les fibres musculaires de la partie touchée se contractent de manière anarchique et inefficace, la partie ne contribue plus à la circulation du sang. Selon la partie touchée et son étendue, les conséquences peuvent aller d'un malaise à une mort subite par arrêt cardiaque.
On distingue la fibrillation auriculaire, qui concerne les oreillettes, ne mettant pas en jeu la vie du patient, et la fibrillation ventriculaire qui concerne les ventricules cardiaques et qui conduit à la mort si elle n'est pas traitée dans les minutes qui suivent.
La fibrillation peut résulter d'une maladie ou d'une cause traumatique, comme par exemple une électrisation.

## Fibrillation auriculaire
La fibrillation auriculaire se diagnostique à l'aide d'un ECG au cabinet d'un médecin, généraliste ou cardiologue. La défibrillation, qui est un des traitements possibles, s'effectue de manière programmée dans un établissement hospitalier.
Le médecin doit s'assurer de l'absence de caillot dans les oreillettes, soit en visualisant ces dernières par une échocardiographie transœsophagienne, soit par la prescription d'un anticoagulant pendant au moins trois semaines.
Une anesthésie générale est faite et les palettes du défibrillateur, recouvertes d'un gel conducteur, sont positionnées sur le thorax du patient. Le choc électrique est alors délivré, et si besoin, répété avec une énergie croissante, jusqu'à succès ou échec. Quel que soit le résultat le patient peut sortir quelques heures plus tard s'il n'y a pas de changement de traitement.
L'anticoagulation doit être par la suite poursuivie au moins un mois, la poursuite au-delà dépendant du score de risque embolique.
Le risque principal de la technique est son échec. Le risque d'accident vasculaire cérébral par embolie d'un caillot venant des oreillettes, est en principe minimisé si les précautions ci-dessus sont respectées.

## Arrêt cardiaque par fibrillation ventriculaire
Au cours de certaines maladies (notamment dans certains infarctus du myocarde) ou à la suite d'un choc électrique (électrocution), le cœur peut se mettre à battre de manière anarchique, c'est la fibrillation ventriculaire (FV) ; des signaux électriques parasites font se contracter les fibres de manière désordonnée, la circulation sanguine ne peut plus se faire. Le cœur bat extrêmement rapidement et de manière anarchique (300 à 400 pulsations par minute), cela se traduit par une inefficacité quasi totale de la fonction pompe. Dans une telle situation, la personne s'effondre, elle ne respire plus, son pouls n'est plus perceptible.
Cette situation évolue très vite (en quelques minutes) vers le décès de la personne ou des dégâts neurologiques irréversibles ; en effet, les organes (dont le cerveau et le myocarde lui-même) ne sont plus alimentés en oxygène et meurent. L'amplitude des mouvements anarchiques du cœur décroît (on passe de la fibrillation dite « à grandes mailles » à la fibrillation dite « à petites mailles »), puis le cœur s'arrête de battre (asystolie). (La distinction entre fibrillation ventriculaire à larges mailles ou à mailles petites ou étroites n'est qu'académique ; elles requièrent toutes deux une défibrillation.)
L'arrêt cardiaque peut avoir deux autres mécanismes :
- une asystolie correspondant à une pause prolongée ;
- une dissociation électromécanique (DEM) : le cœur conserve une activité électrique rythmique quasi normale mais n'a plus aucune efficacité mécanique. C'est le cas lors d'hémorragies importantes, de ruptures cardiaques, d'un hématome comprimant le cœur…

La défibrillation n'est pas efficace dans ces cas-là ; elle n'est efficace que dans le cas de la fibrillation ventriculaire. Il faut donc diagnostiquer la fibrillation pendant les manœuvres de réanimation cardiopulmonaire ; ce diagnostic peut être fait par un médecin avec un électrocardiogramme, ou bien de manière automatique par un défibrillateur automatique externe (DAE). La défibrillation est délivrée alors en extrême urgence.
La fibrillation ventriculaire est parfois provoquée volontairement :
- soit au cours d'une exploration électrophysiologique lors d'une stimulation ventriculaire programmée afin de tester la susceptibilité des ventricules à s'emballer après une ou plusieurs extrasystoles ventriculaires. La fibrillation est alors immédiatement réduite par un choc électrique externe.
- soit au cours d'une chirurgie cardiaque après mise en place d'une circulation extra-corporelle : le cœur est alors refroidi (cardioplégie froide) et fibrille spontanément. Son immobilité permet alors au chirurgien d'intervenir en toute tranquillité. À la fin de l'intervention, le cœur est réchauffé et se défibrille parfois tout seul, parfois aidé par un choc électrique.

Il existe des cas intermédiaires : patient conscient mais faisant une tachycardie ventriculaire pouvant déboucher à court terme sur un arrêt cardiorespiratoire. Dans ce cas, une anesthésie générale doit être faite rapidement avant l'administration du choc électrique externe, toujours très douloureux chez la personne consciente.

### Les conditions de réussite lors d'un arrêt cardiorespiratoire
Le fait que la défibrillation fasse repartir le cœur ne signifie pas que la personne va survivre ; par ailleurs, si elle survit, du fait de l'hypoxie qui a privé le cerveau d'oxygène, elle peut garder des séquelles neurologiques irréversibles. Cependant, cette démarche est la seule permettant de donner une chance de survie, et de pouvoir revivre dans de bonnes conditions.
Les chances de survie étant maximales si la défibrillation est précoce, ce geste est délégué à des personnels non-médecins ; ceci a été rendu possible grâce aux progrès de l'informatique, il est en effet possible pour un ordinateur de reconnaître un rythme défibrillable. Ceci a conduit à la création de défibrillateurs semi-automatiques (DSA) et de défibrillateur entièrement automatique (DEA), utilisables par des secouristes et par le grand public.

## Double défibrillation séquentielle
La double défibrillation séquentielle (DDS) est une technique qui combine l'utilisation de deux défibrillateurs (et donc 2 paires d'électrodes) actionnés de façon séquentielle (l'un après l'autre) à intervalle d'une seconde pour administrer deux chocs à l'énergie maximale. L'intérêt est de défibriller à la fois l'axe antéro-latéral et l'axe antéro-postérieur, ce qui offre la possibilité de défibriller une partie du ventricule qui pourrait ne pas être complètement défibrillée par des électrodes placées en position antéro-latérale standard.
Une étude canadienne randomisée contrôlée à comparer cette approche à la défibrillation standard chez des patients adultes présentant un rythme choquable réfractaire à 3 chocs standards lors d’un arrêt cardiaque extra-hospitalier. L’étude a montré que le taux de survie à la sortie de l’hôpital était significativement plus élevé dans les groupes DDS (30,4 %) que dans le groupe standard (13,3 %), ce qui correspond à un risque relatif de 2.21 (intervalle de confiance à 95%, 1.33 to 3.67). De plus, le groupe DDS a enregistré un taux supérieur de survie avec bon pronostic neurologique. L'application pratique de la DDS peut être limitée par la disponibilité d’un second défibrillateur .